# Necla Saygılı

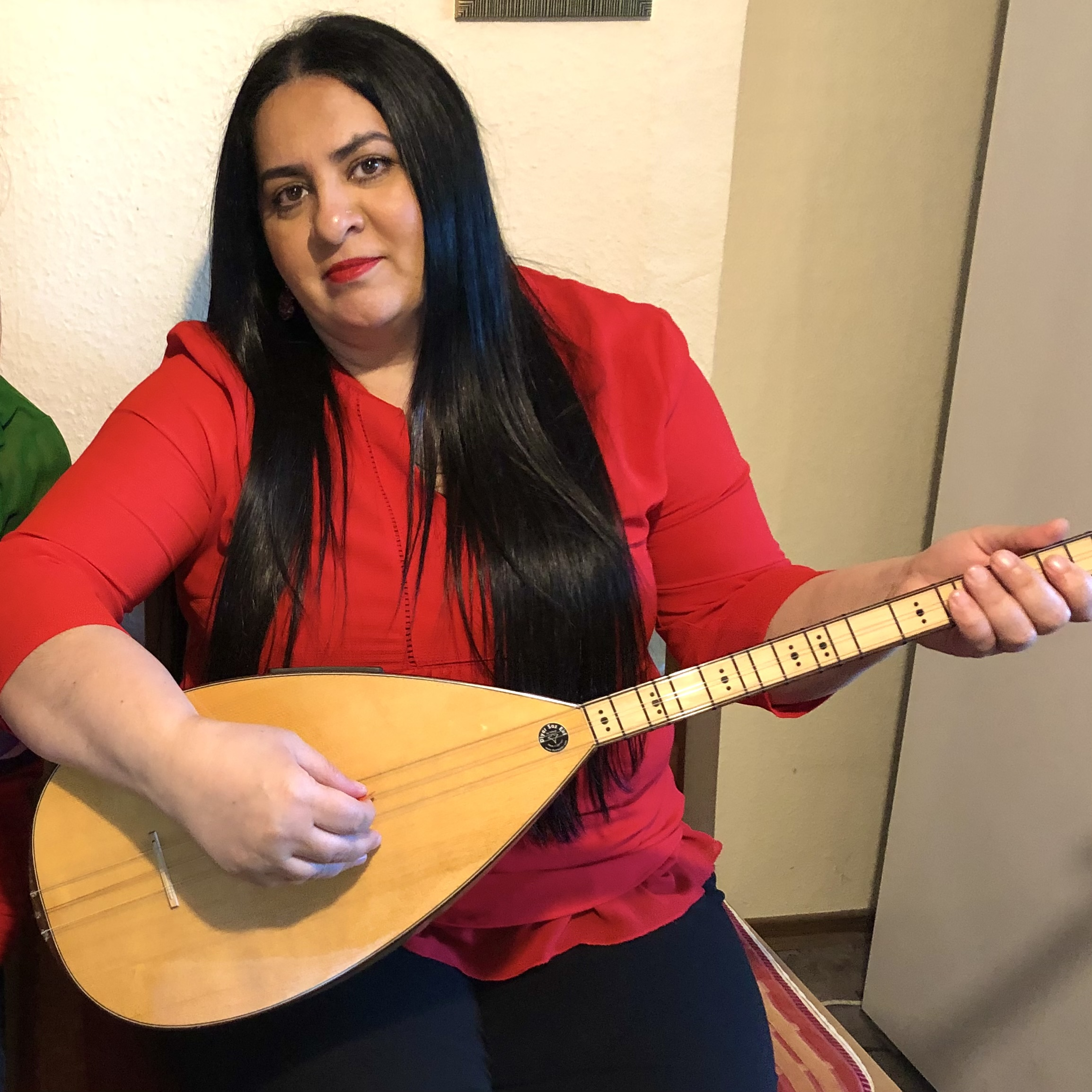
Necla Saygılı (2020)

Necla Saygılı geb. Saygili, Necla Acar (* 16. Juli 1972 in İmranlı, Sivas) ist eine türkisch-alevitische Sängerin und Sazspielerin mit kurdischen Wurzeln.

## Leben
Necla Saygılı wuchs auf in Arik, einem kleinen Dorf in İmranlı. Im Alter von fünf Jahren zog sie mit ihrer Familie nach Deutschland. Mit neun Jahren gründete sie mit ihrem Bruder Kazim die Band „Saygılı Kardesler“ (dt.: Die Saygılı-Geschwister), mit der sie als eher Unbekannte auf alevitischen Konzerten auftrat. Sie nahm Saz- und Chorunterricht und besuchte zwei Jahre die Rheinische Musikschule. 1991 nahm Saygılı mit dem alevitischen Sänger Hasret Gültekin ein Album auf.
Von 2005 bis 2008 moderierte sie zusammen mit İpek Reçber die Musiksendung Bir Çift Turna auf dem türkisch-deutschen Fernsehsender TürkShow.
Seit 1995 ist Saygılı mit dem Sänger und Sazspieler Haydar Acar verheiratet und hat zwei Töchter.

## Alben
- 1991: Derman Sendedir-Gundo
- 1995: Umuda Türkü
- 1997: Paramparça

## Lieder
- Arik
- Ankaradan Pir Sultana
- Hınzır Paşa
- Ahvalimi Yazsam
- Gundo
- Dolaştım Dünyayı
- Sonumuz ölümdür
- Almanya hasreti
- Suçum
- Ana yurdum
- Battal gazi  diyarı
- Biraktım aşkı sevdayı
- Vuran vurdu
- Zere
- Poyraz gibi deli esmem
- Ağla kızılırmak
- Dilim Yaralı
- Sabahtan Uğradım
- Su Kanli Zalim

| Personendaten    | Personendaten                                  |
| ---------------- | ---------------------------------------------- |
| NAME             | Saygılı, Necla                                 |
| ALTERNATIVNAMEN  | Necla, Saygili (Geburtsname)                   |
| KURZBESCHREIBUNG | türkisch-alevitische Sängerin und Sazspielerin |
| GEBURTSDATUM     | 16. Juli 1972                                  |
| GEBURTSORT       | İmranlı, Sivas                                 |